# Youmin si
Youmin si (Klasztor Błogosławiący Ludzi; chiń. 佑民寺, pinyin Yòumín sì) – klasztor szkoły chan tradycji linji w Nanchang (南昌) (były Zhongling) w prowincji Jiangxi (江西). Miejsce powstania szkoły hongzhou mistrza Mazu Daoyi.

## Historia klasztoru
Klasztor powstał w okresie panowania Yuzhanga (Yuzhang wang 豫章王, pan. 551-552) z Liangów. Do VIII wieku nosił nazwę Dafo si (Klasztor Wielkiego Buddy). Znajdował się w stolicy prefektury Hongzhou, blisko granic powiatów Nanchang i Xinjian. W 739 roku cesarz Xuanzong (玄宗, pan. 712-756) pod koniec okresu "kaiyuan" (開元, 713-741) stworzył sieć (przynajmniej po jednym w każdej prowincji) sponsorowanych przez państwo klasztorów, z których każdy nosił nazwę Kaiyuan. Niektóre były budowane, w innych przypadkach zmieniano po prostu nazwę klasztoru na Kaiyuan. W tym wypadku zmieniono nazwę na Kaiyuan (Otwarte Źródło).
Pod koniec panowania dynastii Tang, klasztor uległ spaleniu. Po odbudowie jeszcze kilkakrotnie zmieniał nazwę. Na początku XII wieku został przemianowany na Nengren si. W latach 50. XV wieku nazwano go Youqing si. Jego obecna nazwa to Youmin si i pochodzi ona z okresu panowania cesarza Shunzhi (順治; 1643–1661) z dynastii Qing.
Kaiyuan był jednym z głównych klasztorów regionu. Jako oficjalny klasztor był w bliskich relacjach z lokalnymi władzami. Zapewne aby zostać jego opatem konieczne było poparcie władz prowincji.
Klasztor ten został najbardziej rozsławiony przez mistrza chan Mazu Daoyi (709-788), który przybył do niego około 770 roku i przebywał w nim przez prawie 20 ostatnich lat jego życia. Od nazwy miejsca, gdzie się znajdował, nazwano szkołę chan mistrza Mazu - hongzhou. Nauczanie Mazu przyciągało coraz więcej uczniów do Kaiyuan si, z których należy wymienić tak słynnych później mnichów jak Nanquan Puyuan (748-835), Fenzhou Wuye (761-823), Guizong Zhichang (bd), Xingshan Weikuan (755-817), Zhangjing Huaihui (756-815), Danxia Tianran (739-824), Dongsi Ruhui (744-823), Tianhuang Daowu (748-807) i Furong Taiyu (747-826).
Pozycja Mazu w klasztorze była niezwykle silna. Gdy na początku lat 80. VIII wieku edykt imperialny nakazał mnichom powrót do klasztorów, gdzie zostali zarejestrowani, ówczesny gubernator Jianxi - Bao Fang (723-790) - pomógł Mazu ominąć rozkaz i pozostać w klasztorze Kaiyuan.
Po śmierci mistrza Mazu opatem klasztoru został jego uczeń Xitang Zhizang (738-817), który uprzednio prowadził społeczność mnisią na górze Gonggong, po odejściu Mazu do Kaiyuan si. Nie pozostawił po sobie znaczących spadkobierców, poza trzema mnichami z Korei, którymi byli Wŏnjŏk Toŭi, Chinggak Hongch'ŏk i Chŏgin Hyech'ŏl.
W IX wieku, przed rokiem 870, studiował w tym klasztorze przyszły mistrz chan Nanta Guangyong (850-938).
W tym klasztorze ceremonię ordynacyjną przeszedł późniejszy mistrz chan Xuansha Shibei (835-908). Prowadził ją mistrz Winai Lingxun.
W drugiej połowie X wieku mnichem klasztoru był malarz Juran (巨然), specjalizujący się w południowych pejzażach (na południe od rzeki Jangcy).
W latach 60. XX wieku, podczas tzw. "rewolucji kulturalnej" młodzi aktywiści zniszczyli całkowicie klasztor. Po jakimś czasie, ze względu na znaczącą wartość historyczną i kulturalną klasztoru, postanowiono go odbudować. Prace ukończono w 1995 roku. Obecnie klasztor prezentuje się w dość niezwykłych kolorach jak na klasztor - jasnych żółciach i czerwieniach.
Klasztor jest w pełni funkcjonalny, rezydują w nim mnisi, przychodzą wierni. Nie ma więc tylko wartości muzealnej.
Nie wiadomo czy obecne miejsce, na którym znajduje się klasztor, jest miejscem jego powstania. Youmin si znajduje się w parku Bayi w północnej części miasta Nanchang.

## Adres klasztoru
- No.181 Minde Road, Donghu District, Nanchang 330006, China

## Galeria

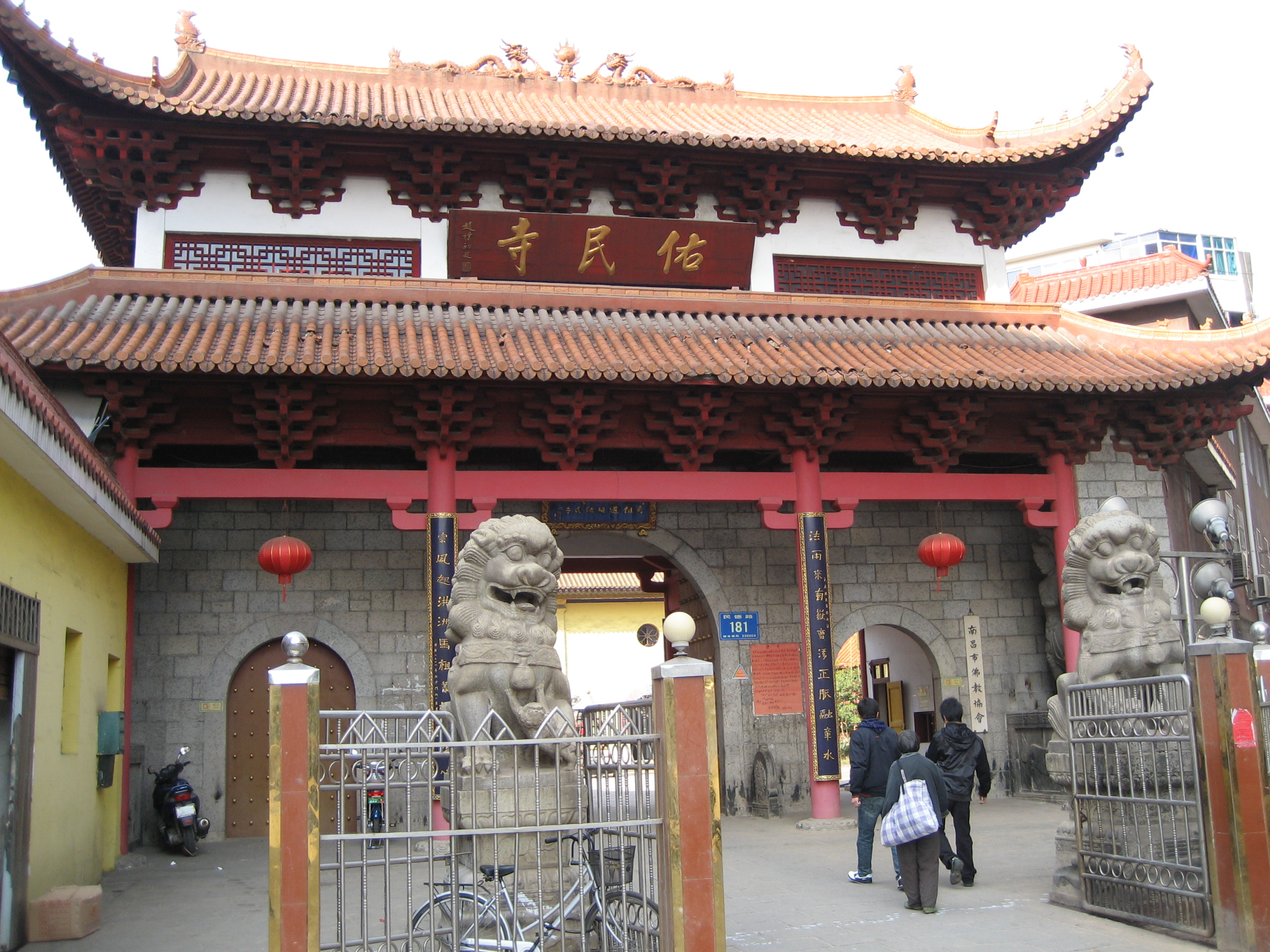
Brama
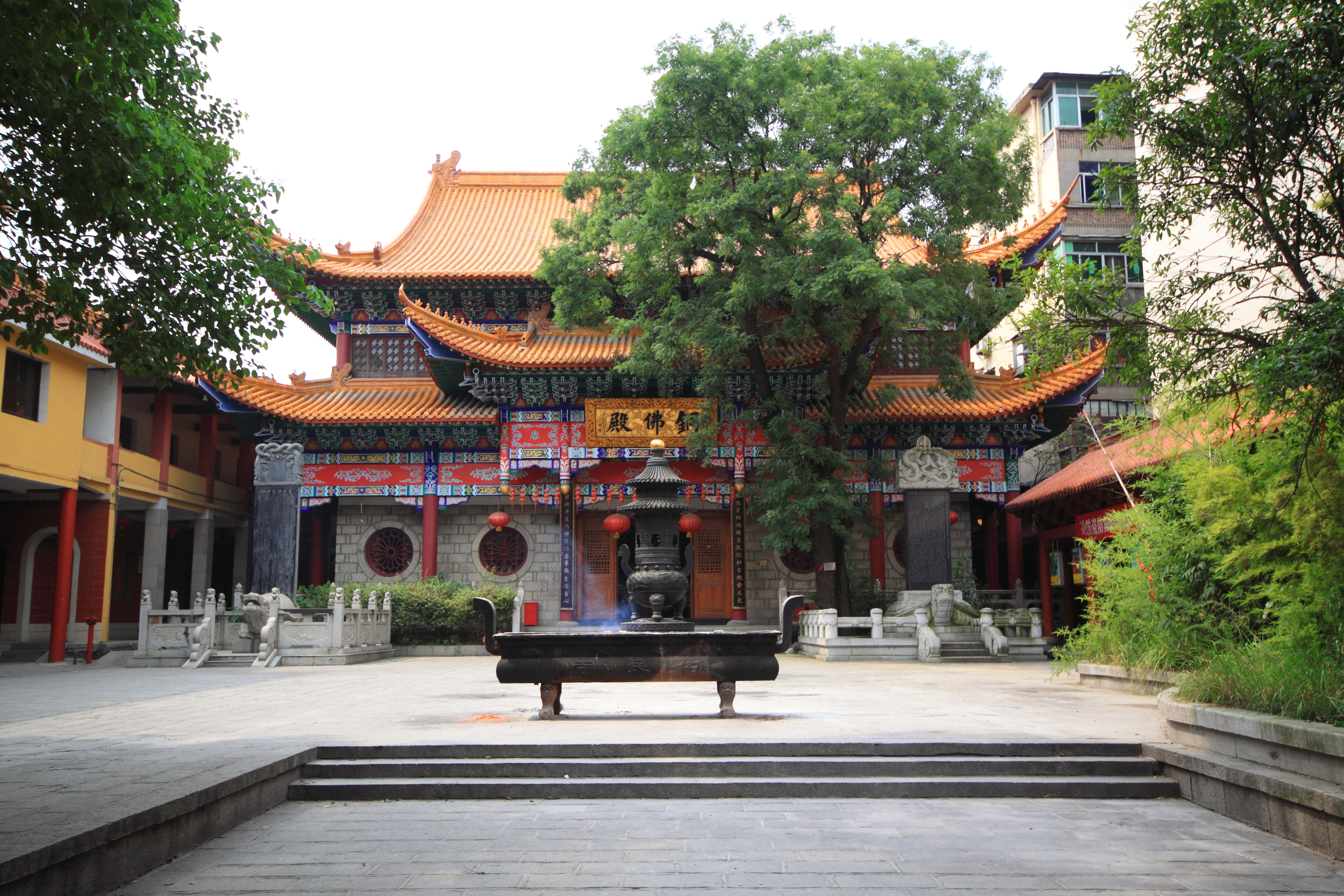
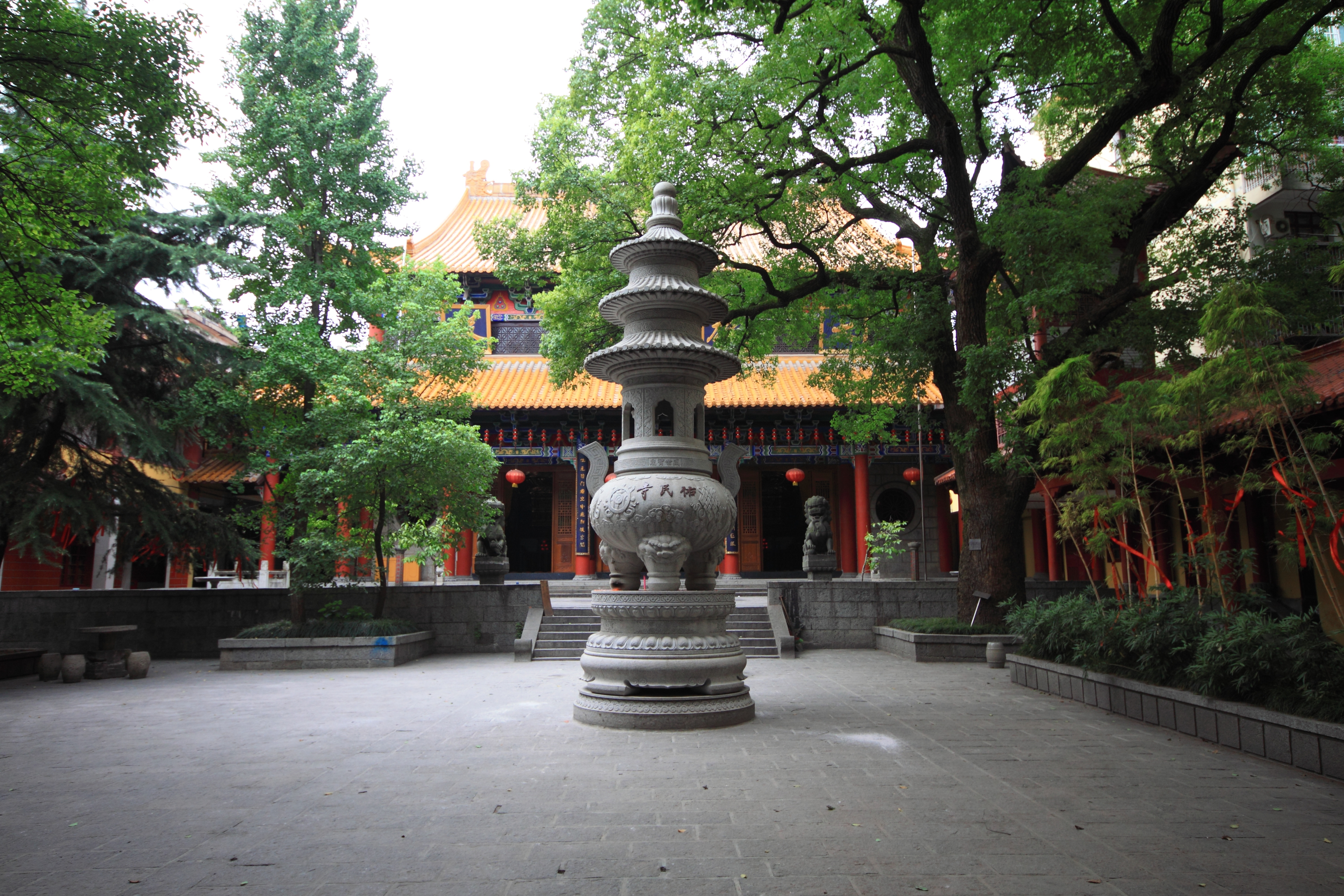
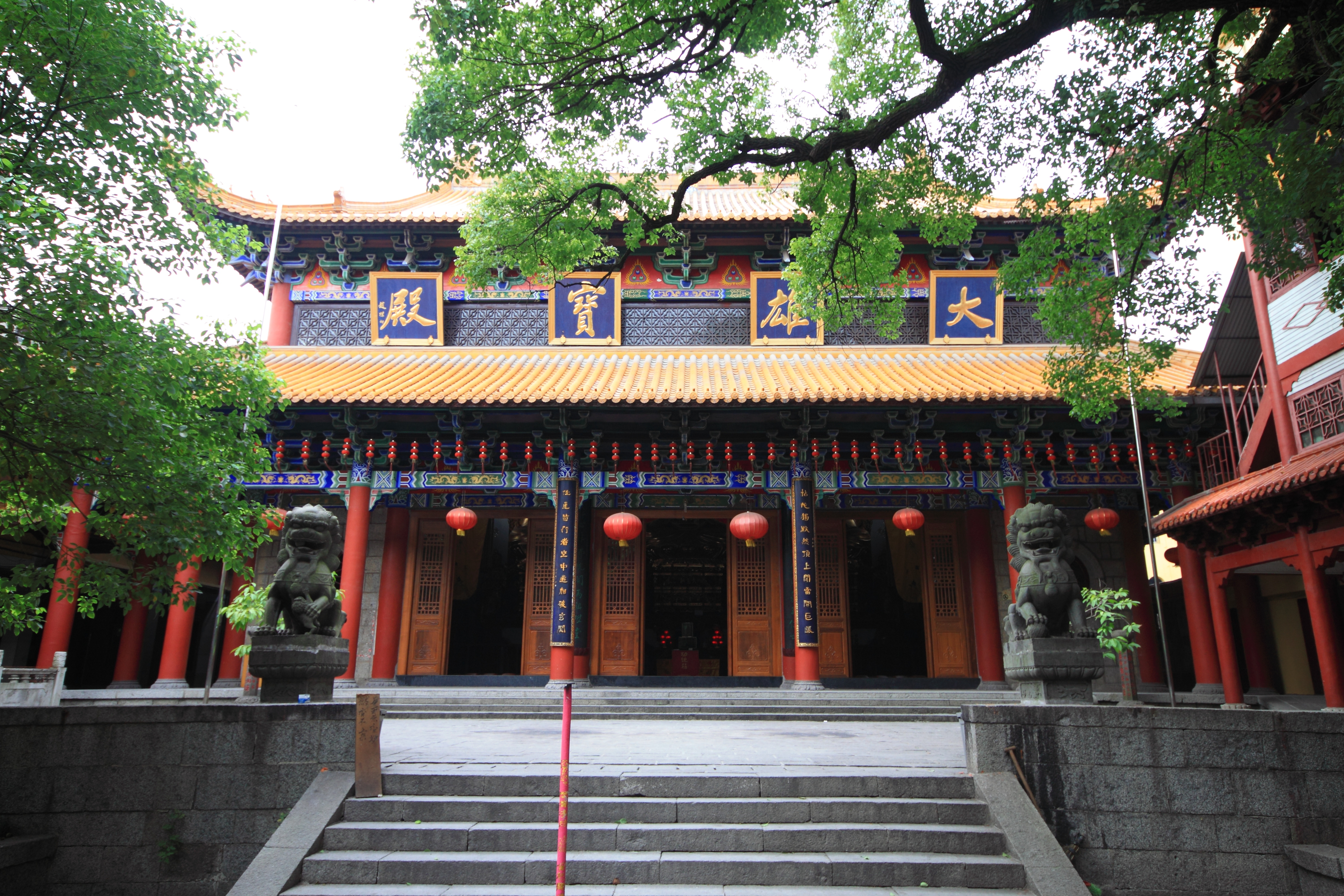
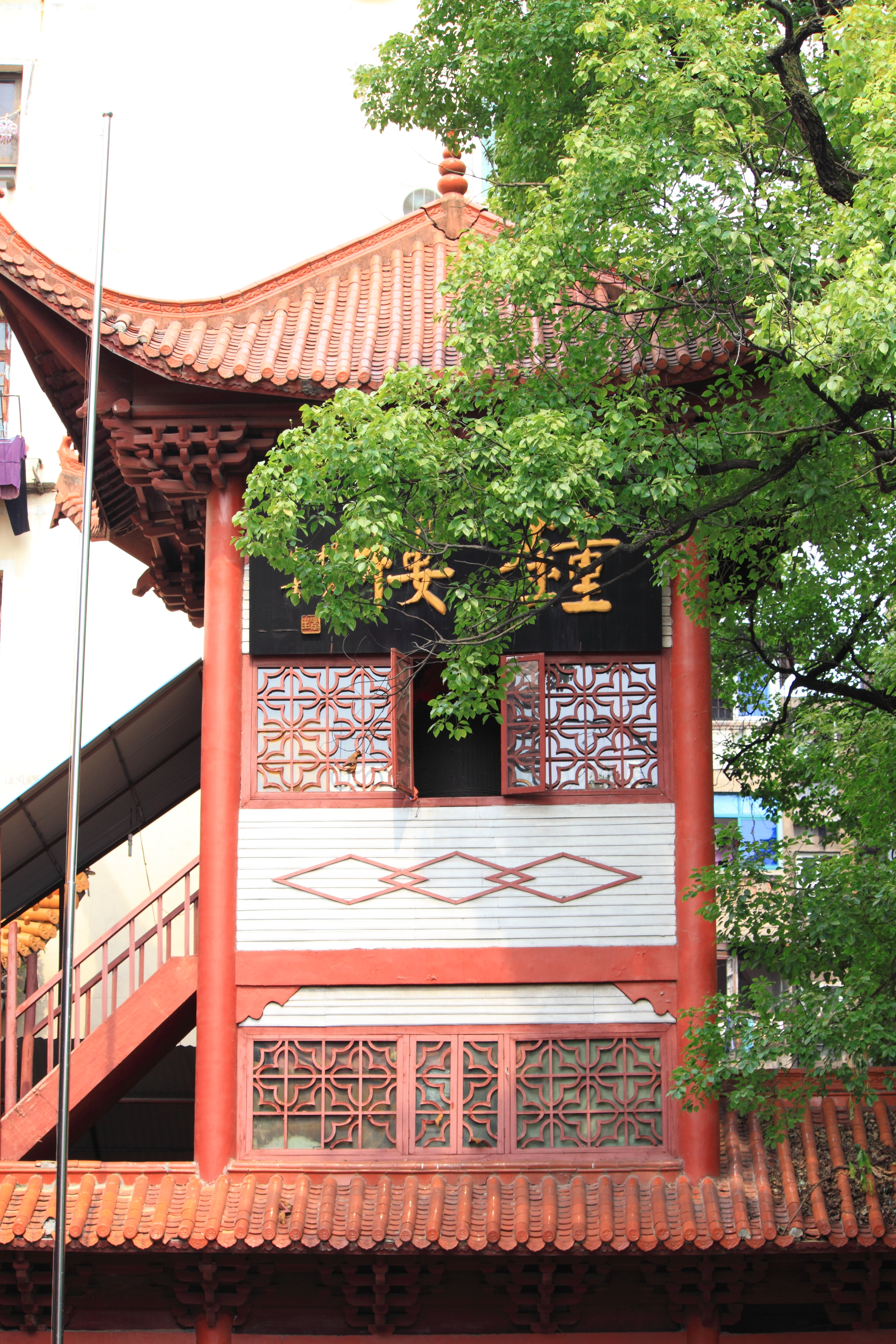
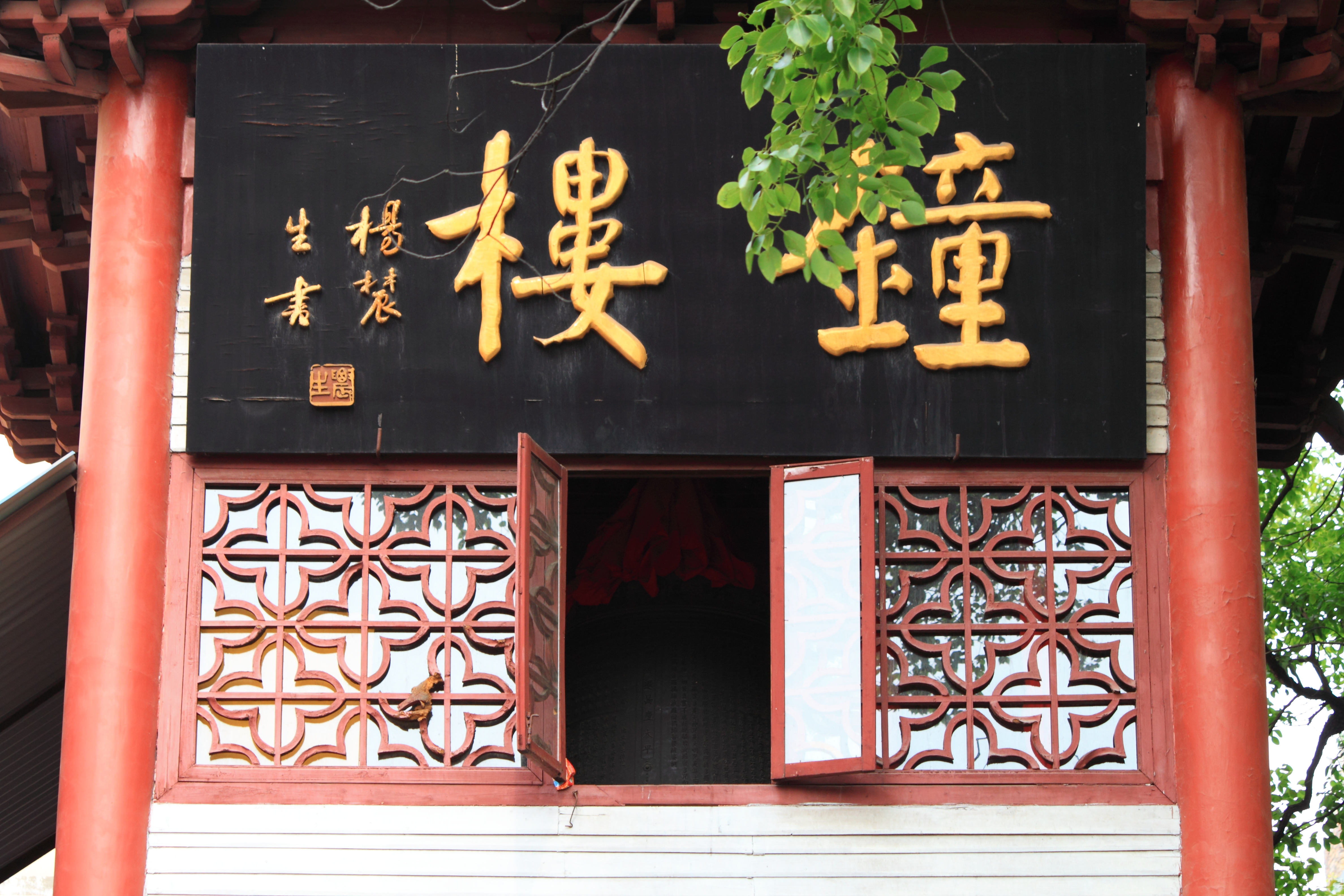
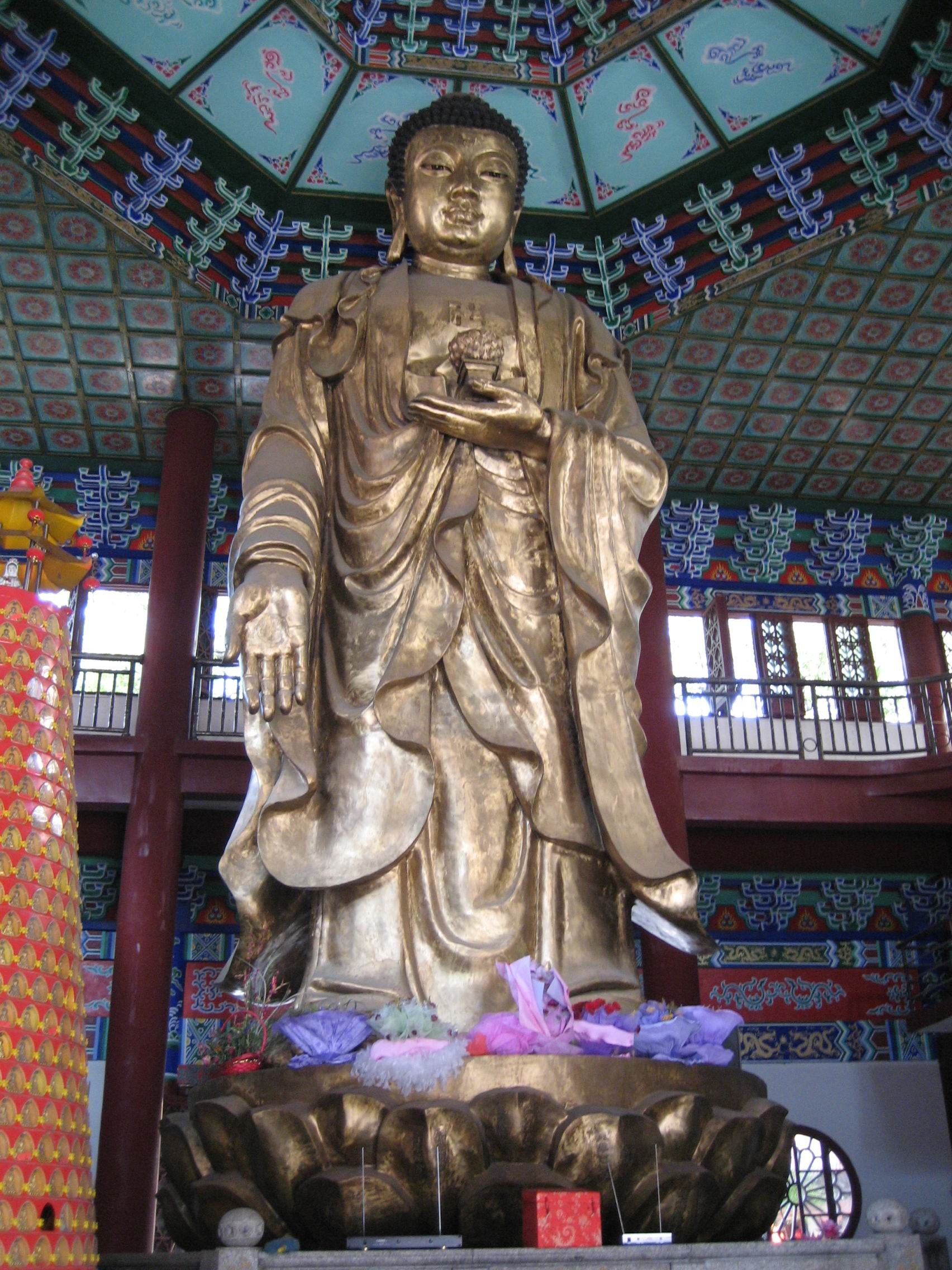
Budda z brązu
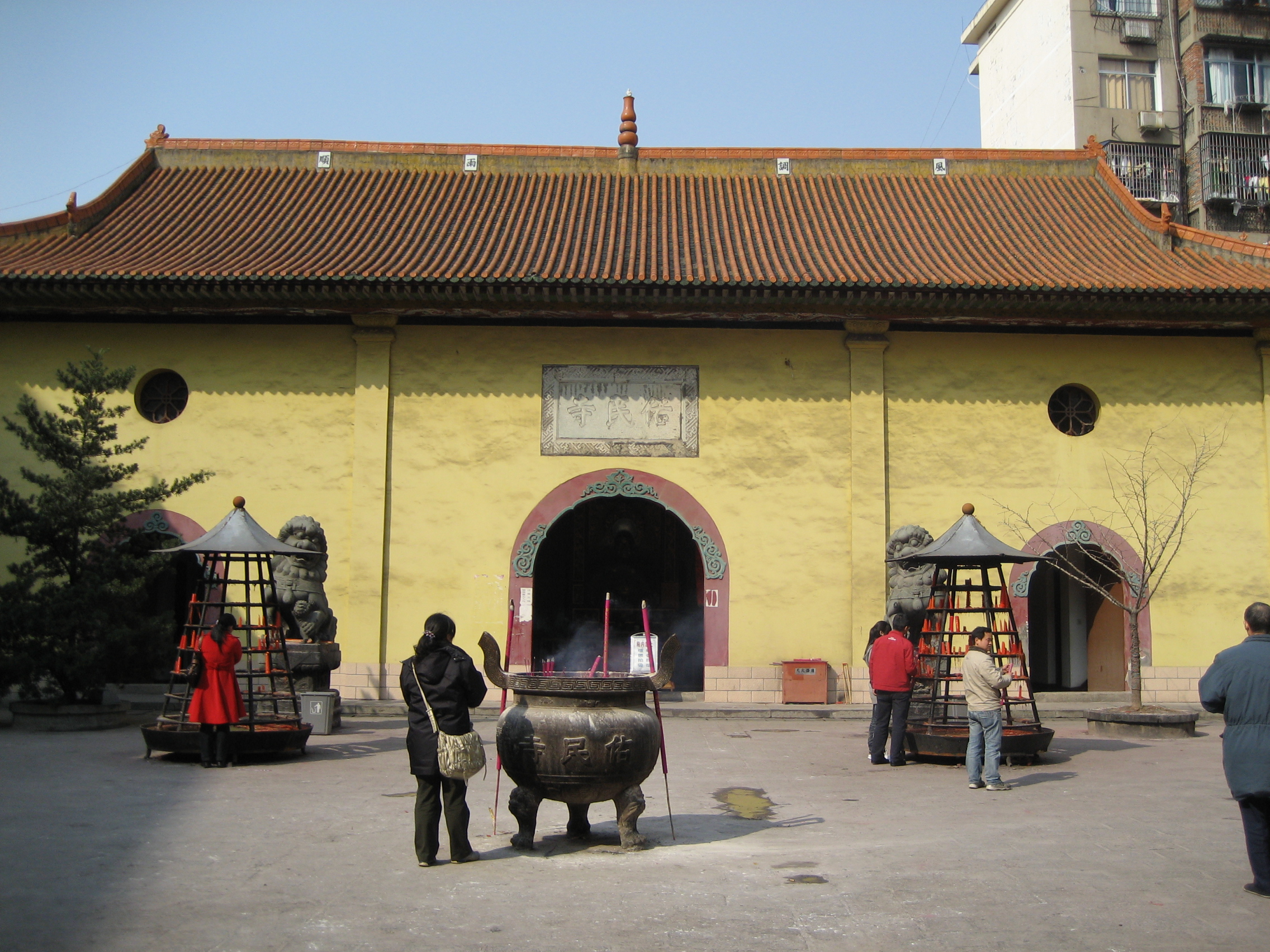
Budynek Niebiańskich Królów